# 青草迴旋詩
《青草迴旋詩》是泰國詩琳通公主于1971年所作的現代詩，格式为法国16世纪流行的迴旋詩，全文共13行。《青草回旋诗》以北京外国语大学教授季難生和張青的译本通行；另有王曄和邢慧如的译本，名为《小草的歌》，收录在1985年11月少年儿童出版社所出版的同名诗集中。
2019年4月4日，诗琳通公主在北京淮扬府用餐时，洛扬送公主一把写有诗歌的团扇作为生日礼物。扇子由扬州市青年书法家协会副会长刘进题写，正面用隶书竖排书写“诗琳通公主阁下雅赏”；背面为诗琳通公主早年诗作《青草回旋诗》，其中“融合在风儿的歌唱里”被误抄成“融合在风儿的歌声里”；后记“诗琳通公主一九七一年所作《青草回旋诗》，以季难生、张青译本录之。乙亥桃花开时，拐上静波恭录。”